# Glenea tritoleuca
Glenea tritoleuca é uma espécie de escaravelho da família Cerambycidae. Foi descrita por Per Olof Christopher Aurivillius em 1924.

## Subespécies
- Glenea tritoleuca tritoleuca Aurivillius, 1924
- Glenea tritoleuca uniluteofasciata Pic, 1943